# キミガシネ -多数決デスゲーム-
『キミガシネ -多数決デスゲーム-』（キミガシネ たすうけつデスゲーム）は、2017年8月28日にRPGアツマールで公開された日本のトークアクション・レトロホラーゲーム。作者は現役漫画家のナンキダイ。

## 概要
突如としてデスゲームに巻き込まれた主人公の女子高生が、仲間と共に様々な試練や困難を乗り越えていくというストーリーのアドベンチャーゲーム。
一本道のストーリーが主のデスゲームものとしては珍しく、主人公の行動によってストーリーや犠牲者が変わるマルチエンディングシステムを採用している。
なお、本作の英語版はvgpersonにより作者公認で作られたものであるが、原作者のナンキダイは英語が読めない為非公式とされている。

## あらすじ
第一章・前編 (2017年8月28日公開)
謎のストーカーに悩まされていた女子高生・千堂院 紗良(サラ)はある日、夜まで学校で眠ってしまい、デートの帰りに迎えに来てくれた親友の田綱 丈(ジョー)と共に帰路についた。しかしその途中、ストーカーと思わしき人物と遭遇し、2人はサラの家まで逃げ帰る。その後ジョーと別れたサラが家の中に入ると、母親が倒れていた。心配で引き返したジョーが警察に電話をしている間、サラは自分の部屋で何者かの襲撃に遭い、気を失う。
目が覚めた後、サラはジョーと共に、並んだベッドで拘束されていた。そこで2人は一本の鍵のみで拘束を解くという「最初の試練」を課せられる。何とか「試練」を突破し、部屋から脱出した2人だが、暗闇を彷徨う中落下してしまい、再び気を失った。
目を覚ますと、サラはジョーの他、男女9人と共に広間にいた。金髪の自称警察官・篠木 敬二(ケイジ)の仕切りにより各自自己紹介を終えた後、野球選手・バーガーバーグ Ｑ太郎(Ｑタロウ)が持ってきた箱を開けてみると、中には人形の頭と、胴体・四肢を見つけるよう指示したメモが入っていた。ジョーの提案で皆が二人一組探索に向かう中、サラは自称フリーターの日和 颯(ソウ)とペアになり、ダミー弾とリボルバーを手に入れる。
ダミー弾を調べてもらおうとケイジに託し、サラが青い部屋を出ようとすると突然鉄格子が出現、サラはちょうど部屋の外にいたソウと分断され、青い部屋に取り残されてしまう。
部屋に残されたサラ、ジョー、ケイジ、Ｑタロウ、そして主夫の佐藤 戒(カイ)の前に絵画の男アルジーが現れ、5人の中から弾を撃つ「チャレンジャー」を決めるよう要請した。ジョーとケイジはサラを推薦するが、Ｑタロウとカイは納得せず、議論の末の多数決となる。最多票を獲得し「チャレンジャー」となったサラは見事ゲーム「ロシアンルーレット」をクリアし、人形の右腕を手に入れる。緊張で疲れたサラはその時、当初から感じていたカイに対する既視感の正体が例のストーカーであることに気づいてしまった。
カイがあのストーカーであることを言い出せないまま、サラはジョーと共にソウを探そうと部屋に後にした。すると、サラと同じ「最初の試練」で姉を亡くした女子中学生・木津池 神奈(カンナ)が、サラに自分は姉を救えたのか問いただした。返答に困ったサラだが、また別のペアでサラと同じ「最初の試練」を受けた高校教師・三島 和巳(ミシマ)は、男の力を持ってしてやっとの試練だったと小さな嘘をつき、カンナを慰めた。
探索の過程で全ての人形の四肢を手に入れたサラとジョーは、皆を胴体があるピンクの部屋に集め、四肢と頭を胴体に取り付けた。すると白い煙の中、先程の人形が動き出し、彼女は笑い人形 ホエミーと名乗った。これから多数決で殺す者を決めていくことを告げ、その練習として参加者全員に一度タブレットで投票するよう促す。言われるがままに投票するサラ達だったが、結果として最多票を獲得したミシマは突如首を焼かれ、命を落とした。
恐怖で失禁したカンナに、ホエミーは追い討ちをかけるようにミシマの嘘を暴き現実を突きつけ、「姉殺し」と呼んでカンナの心を破壊していった。が、それを見かねたカイがホエミーに一撃を入れ、カイが敵側だと思っていたサラは彼が何者なのか分からなくなっていった。

第一章・後編 (2018年1月31日公開)
恩師であったミシマを失った絵心奈緒(ナオ)は、半狂乱になり、ミシマの遺体が誘拐犯側に回収される際、その頸部をQタロウが持ってきていた金色の箱に入れ、その箱とともに姿をくらます。

第二章・前編 (2018年8月7日公開)
とある出来事が原因で、サラはトラウマを負ってしまった。仲間に励まされながら進んで行くと、モニタールームにて、着せ替え人形　トト・ノエルと涙人形　ハンナキーと出会った。そして彼らにサブゲームの開催を宣言される。

第二章・後編 (2019年5月21日公開)

最終章・前編・Aパート (2020年2月25日公開)

最終章・前編・Bパート (2021年5月31日公開)

## 登場人物
本項では名前は本名・〔偽名・呼び名〕の順で記載する。
担当声優は、エースこみっくチャンネルでのボイスコミック版のキャスト。

### 最初の試練の生存者
千堂院 紗良 (チドウイン サラ)
声 - 矢野優美華
本作における主人公。ポニーテールの女子高生。園辺高等学校2年、身長164.5cm、体重51kg。勝率15.5%。誕生日は5/18。
頭が良く基本的に冷静沈着な人物で、心優しい女の子。ストーカー被害に遭っている。ジョーとその彼女のリョーコとは親友。
夜に学校から家へと帰っている途中にストーカーを発見して家へと逃げ込むも、母親が倒れており、家の中を確認していた所を気絶され、デスゲームに参加させられた。

田綱 丈 (タヅナ ジョー)
声 - 加藤渉
小説版における主人公。茶髪の男子高校生。園辺高等学校2年、身長174.8cm、体重61kg。部外者。誕生日は7/26。
明るい性格の男の子。普段はお調子者のような雰囲気だが、その一方で突然のデスゲームでも落ち着いて周りを警戒するなど思慮深い一面も持つ。サラとは親友。リョーコという彼女がいる。
ストーカー被害に遭っているサラを気づかい一緒に帰っていたが、家でのサラの悲鳴を聞いて駆けつけサラを気絶させた犯人に殴りかかるも気絶させられてサラと共にデスゲームに参加する事になった。

篠木 敬二 (シノギ ケイジ)
声 - 眞對友樹也
元・警察官。金髪の男性。身長185.5cm、体重81kg。勝率9.5%。誕生日は10/9。
自称刑事のゆるい喋り方をする何処かうさんくさい（ジョーからは最初警戒されていた）人物で自分をおまわりさんと呼ぶ。何故かやたらとサラの事を気にかけており、基本的に彼女の味方をしている。

木津池 神奈 (キヅチ カンナ)
声 - 北奈つき
中学生。バケツを被った緑髪の女の子。身長152.1cm、体重44kg。勝率2.7%。誕生日は12/20。
根は素直な優しい女の子だが、最初の試練で姉を助けられずに見殺しにしたことで序盤は常に怯えていた。サラにはなついておりミシマ曰くサラと姉を重ねているらしい。弧児院出身であるため、両親と姉とは血の繋がりがない。

バーガーバーグ Q太郎 (バーガーバーグ Qタロウ)
声 - 石井隆之
二軍の野球選手。赤髪の巨漢。身長193.7cm、体重105kg。勝率8.8%。誕生日は8/9。
見た目通りに力が強く、独特な口調をしている男。基本的に明るい人物で感情を露わにする事も多いが、一方でかなりの現実主義者で場合によっては他人を犠牲にすることもある。

月見 真 (ツキミ シン) 〔日和　颯 (ヒヨリ ソウ)〕
声 - 小林敬
自称フリーター。青緑髪のひ弱そうな青年。身長168cm、体重49kg。勝率0.0%。誕生日は4/2。
一見大人しくて気が弱い雰囲気を持つがその本質は平気で他人を騙し利用する冷酷な人物で周りからの信頼を自然と集めるサラを敵視している。自分の名前を偽っているがその理由はどうやっても月見真のままだと死ぬからであり、それが理由で死なないために他人も犠牲にするようになった。

八分雨 澪子 (ヤブサメ レコ)
声 - 長谷川りく
バンドのシンガーソングライター。黒髪の姉御肌な女性。身長169.1cm、体重55kg、23歳。勝率7.7%。誕生日は2/27。
見た目は奇抜だが根は心優しくサラやカンナなど子供には基本的に甘い。その性格から早い段階でサラとも親しくなり、信頼されている。アリスの妹。

絵心 菜緒 (エゴコロ ナオ)
声 - 琴石ゆうひ
美術大学生。赤髪の作業着の女性。身長162.5cm、体重55kg、19歳。部外者。誕生日は9/24。
基本的におどおどとしているが、一方で意外と行動力があったり推理でも活躍したりする。ミシマは彼女の高校時代の顧問であり、今も深く尊敬している。

佐藤 戒 (サトウ カイ)
声 - 後藤豊
自称主夫。長髪のエプロンをつけた男性。身長177cm、体重67kg。部外者。誕生日は6/2。
中性的な顔をした不思議な雰囲気を持つ人物で、基本的に礼儀正しく丁寧な口調で話す。その正体はサラのボディガードだが、サラからはストーカーと勘違いされている。
ある暗殺組織に所属していたが千堂院家でサラの父との交流を重ねるうち、組織を裏切り千堂院に忠誠を誓うと決意した。ゲーム本編で身に付けているエプロンは、サラの父方の祖母が愛用していたもの。

飯伏 銀 (イブシ ギン)
声 - 青山依純
小学生6年生。猫耳のついたフードとマントを羽織った男の子。身長138cm、体重35.5kg。勝率1.3%。誕生日は3/13。
生意気だが子供らしい素直な性格で出会った頃から優しく接してくれるサラをサラ姉ちゃんと呼びなついている。他の人物が様々な策略を巡らせる中唯一と言っていいほど純粋で、サラやレコからも可愛がられている。
猫耳のフードとマントを身に付けていないと人とうまく話す事ができない。自閉症である事を自覚しており、学校も不登校である事が多かった。

三島 和己 (ミシマ カズミ)
声 - 陽向ゆき
高校教師。怪しい風貌をした男性。身長188.1cm、体重73kg。勝率3.0%。誕生日は1/3。
非常に怪しい見た目と笑い方をしている国語と美術の教師。見た目から殆どの参加者から胡散臭い印象を抱かれているが実際はかなりの人格者で、姉を失ったカンナを励ましたり、教え子のために体を張ったりと疑いようのない頼れる大人。

八分雨 ありす (ヤブサメ アリス) 〔山田　権兵衛 (ヤマダ ゴンベエ)〕
殺人犯。囚人服を着た大柄な男性。八分雨 澪子の兄。身長186cm、体重79kg。勝率6.6%。誕生日は11/26。
基本的に男らしい話し方だが感情が昂るとオカマ口調になる。口は悪いがその一方で妹のレコを常に気をかけており、自身の犯した罪にも反省している。
初期設定では、ロングヘアの女性の姿だった。おそらくレコの姉という設定だったと思われる。

### 最初の試練での犠牲者
以下、読みは漢字からの推測であるため、実際とは異なる場合が有る。
影山 蘭丸 (カゲヤマ ランマル)
男子高校生。ダミーズの一人でサラの相棒となる。勝率5.3%。
第二章・後編で1F探索時に手に入る「犠牲者のビデオE」に映っていた人物。
御宿 雛子 (ミシュク ヒナコ)
中学生。桃色のロングヘアー。ダミーズの一人でケイジの相棒となる。勝率1.1%。
第二章・前編で景品交換所で購入できる「犠牲者のビデオC」に映っていた人物とされるが、何故か髪型(黒髪ショート)や性格が異なっている。
実は人形ではなく運営側の人間で、本物のヒナコとは完全に別人。ダミーズはプレイヤーと接点のない者が採用されるが、本物のヒナコはある人物との最初の試練の際、「加害者」と「被害者」という関係が生じてしまったためにダミーズになれなかった。
車田 直道 (クルマダ ナオミチ)
ボクサー。ダミーズの一人でカンナ/ソウの相棒となる。勝率9.9%。
第二章・前編で景品交換所で購入できる「犠牲者のビデオB」に映っていた人物。
鶴城 舞 (ツルギ マイ)
パン屋。ダミーズの一人でQタロウの相棒となる。勝率7.5%。
第二章・後編で1F探索時に手に入る「犠牲者のビデオF」に映っていた人物。
なお、犠牲者ビデオとダミーズとしての再登場とでは、容姿が若干異なる。
木梨 杏子 (キナシ アンズ)
女子高生。ダミーズの一人でレコ/アリスの相棒となる。勝率8.0%。
第二章・前編で景品交換所で購入できる「犠牲者のビデオA」に映っていた人物。
早坂 俊介 (ハヤサカ シュンスケ)
会社員。ダミーズの一人でギンの相棒となる。勝率8.2%。
第二章・後編でイベントとして見る「犠牲者のビデオD」に映っていた人物。何故かサラの名前を知っている様子。
笹原 恵 (ササハラ メグミ)
女性警察官。ケイジの元・上司。勝率4.9%。
第二章・前編でナオが購入した「犠牲者のビデオ」に映っていた人物。
木津池 くぎえ (キヅチ クギエ)
カンナの姉。黒髪でネジ状の大きなピンをつけた女子高生。部外者。
妹と共に誘拐されサラと同じ最初の試練を受けるが、カンナが部屋の仕掛けを解くことができず圧死した。
漫画版ではサラの隣の部屋で試練を受け、潰される直前にサラに何かを言いかける描写がある。

### 誘拐犯側
笑い人形 ホエミー
声 - 丸山美紀
1・2Fのフロアマスター。はちみつやチョコレートをかけたような風貌の女性。
本名は「原井 笑理(はらい えみり)」。別の施設からガシューの組織に引き抜かれた研究員。高い能力を持ちながらも不当な待遇を受けているが、当時は職場に満足していた。職場には結婚を考えていた最愛の彼がいたらしいが…。

涙人形 ハンナキー
3Fの副フロアマスター。メロンソーダのような風貌をした女性。プレイヤーの負傷や幻影の治療を担当する。
本名は「並田 みちる」。優秀ながらホエミー同様に不当な待遇を受けていた為、ガシューの組織して引き抜かれた研究員。高い能力を持ち、「研究の虫」と呼ばれるほどの研究熱心だった。

着せ替え人形 トト・ノエル
声 - 笹尾健太
3Fのフロアマスター。様々な死者の服を着る人形。人間の負の感情のみが内蔵されている。素顔は無表情だが、口元や目元をプレートで隠して表情豊かであるかのように振る舞っている。
第二章前編でデスゲームの進行役をしていたが、その終盤で用済みだと判断したガシューに銃撃されて機能停止した。それでも頭部だけは残った状態で、後編ではハンナキーにより再起動の後に正の感情を内蔵される。この時に心を得た人間「ココ・ロエル」となり、今までの行いを反省しながら再び機能停止した。
佐藤 我執 (サトウ ガシュー) 〔受付人形〕
組織の一味であるカイの父。ノエルの作成者でもあり、「父さん」と呼ばれている。
日和 颯 (ヒヨリ ソウ)〔ミドリ〕
4・5Fのフロアマスター。黒いスーツを着た緑髪の男性。
シンの友人でありアリスに殺された人物。一応「フロアマスターの人形」として登場しているが、所々生身の体を持っていると思わせる発言が見受けられる。
メイプル
4Fの相談室にいる、パンケーキを頭に乗せた女の子。妨害者。ミドリに恋をするというプログラムがされていて、ミドリのIDカードを持っていた。
アルジー
青い部屋にあった絵画の紳士。キセルを加えたスーツの男。
第一章前編・最終章前編にて登場。ロシアンルーレットを仕切りルール説明を行う。

### その他
広瀬 良子 (ヒロセ リョーコ)
サラの親友でありジョーの彼女。本作においては名前か回想で登場するのみである。当初はデスゲームに巻き込まれる予定であった。
サラの父
サラの父親。サラは知らないが、実際は血のつながりがない。カイとは面識があり、家族のような関係になっていた。第二章後編の特定のルートでは、首輪に茶色のスーツ、帽子を被った姿でサラ達の前に姿を表す。
サラの母
サラの母親。サラたちが連れ去られる時は気絶していた。
ペンギンジャナイヨ
第一章・後編にて登場。2F「ゆ」の部屋にあったペンギンの像。これを調べると小さく「ペンギンジャナイヨ...」と喋る。
レコの偽物
第二章・前編にて登場。レコそっくりの人形にレコの人工知能を搭載したもの。嘘の間で本物のレコと入れ替わった。
クロ
漫画版にのみ登場。ジョーがリョーコとの初デートをすっぽかし助けていた黒猫。引き取り手が見つかるまではサラの家にいた。
C組の高木
漫画版にのみ登場。ペットロスで元気のない母をどうすればいいかと考える最中、クロを見つけ、引き取った。

## 用語

### 仕掛け
最初の試練
参加者が最初に試される仕掛け。人により内容も難易度も異なる。
メインゲーム
犠牲者を決める議論。参加者全員で投票を2回に分けて行い、最終的な犠牲者を1人決定するが、結果としては最低2人が死ぬ。
予選投票
全体の半数（端数は切り捨て）を犠牲の候補者として選出する投票。投票の為の話し合いは70分間。
決選投票
最終的な犠牲者1人を候補者の中から選出する投票。投票の為の話し合いは20分間。
役職
メインゲーム前にカード、または電子パッドに無作為に配布される役。次の4種類がある。
平民
何の力も持たない、いわゆる役無し。しかし、それ故に議論を正しい方向に導く必要がある。
鍵番
この役が犠牲者に選ばれると全員が死ぬため、絶対に選ばれてはいけない。
賢者
聖なる占いの力により鍵番が誰なのか知ることができるが、占いの結果について嘘をついてはいけない。
しかし、一度他人にその役職を知られると、投票先の安全牌と確定してしまい、自身を守るのが難しくなる。
身代
犠牲者に選ばれると生存し、選ばれなければ死ぬ。死亡する確率が一番高い。
投票権を2票持つ上、犠牲者となれば好きな人1名と脱出することができる。ただし他の人は死ぬ。
鍵番と同数票の場合、鍵番が優先され全滅となる。
サブゲーム
メインゲームの前に行う様々な試練。誰も死なずにクリアする方法があるが、失敗すると死を伴う。
ロシアンルーレット
第一章・前編で発生。事前に探索で見つけたダミー弾・実弾・リボルバーを使用して弾を一つずつ人間・人形に撃ち込む。一度弾を撃った人間・人形は二度選択不可。
参加者はルール説明の前に銃を撃つ「チャレンジャー」と撃たれる「的」をそれぞれ決めなければならない。
デス・アトラクション
様々なアトラクションをクリアし、星型のクリアチップを入手するゲーム。
二人一組で挑まなければならず、一度入ったアトラクションには再挑戦できない。制限時間までに10枚手にしなければ死ぬ。
選択する相棒により能力が異なるが、最初はサラが挑戦する部分は同じである。
メモリーダンス
人形が繰り出す振り付けを記憶し、正しく真似する。
クリアチップは4枚、相棒はカンナ・レコ・ギンから選択可能。
タメウチカードバトル
人形相手にカードを選択し、技を繰り出す。
クリアチップは2枚、相棒はケイジ・Qタロウ・ギンから選択可能。
腕相撲ゲーム
人形と腕相撲をする。
クリアチップは2枚、相棒はケイジ・Qタロウ・アリスから選択可能。
撃墜ハエ叩き
虫使いの人形が繰り出す虫を叩いて倒す。
クリアチップは2枚、相棒はカンナ・ナオ・ギンから選択可能。
居合道一閃
3種類の内から表示された武器を素早く選択し、相手と戦う。
クリアチップは2枚、相棒はソウ・レコ・ナオから選択可能。
心霊シャッターゲーム
青い人魂を集めてエネルギーゲージを溜め、幽霊が現れるとシャッターを押して撃退する。
クリアチップは2枚、相棒はケイジ・レコ・ナオから選択可能。
激走トロッコ
トロッコに乗り、途中の障害物をクリアしながらコースを走る。
クリアチップは2枚、相棒はQタロウ・ソウ・ギンから選択可能。
かくれんぼ
人形たちの目をかいくぐり、3種のレバーを倒してエネルギーゲージを溜める。
クリアチップは2枚、相棒はケイジ・カンナ・アリスから選択可能。
滞留エリア限界線
相手が繰り出すエリアからはみ出さないよう移動する。
クリアチップは3枚、相棒はソウ・レコ・アリスから選択可能。
信頼売買ゲーム
デス・アトラクションと同時並行で行われたメダル交換ゲーム。
一人100枚のマイメダルが配られるが、自身が元々持っていたメダルは使うことができない。
誰かと交換したもののみ使用可能であり、景品交換所で様々な景品と交換できる。
嘘の間
レコが発見したボタンを押すと出現。その名の通り嘘が散りばめられており、見破ることができず嘘に絡めとられると死ぬ。クリアチップは6枚、先着一組しか挑戦できない。
正体はダミーアイテムと偽物の人形を送り込み混乱に陥れる部屋だった。
裁定の間
デス・アトラクションの制限時間後に開かれた最後のアトラクション。信頼売買ゲームにおける『受け取ったメダルの数』を集計し、一番少ない者の命を賭けた仕掛けが施されている。一番多い者は一番少ない者の身代わりになれる権利を持ち、一番少ない者を除く下位3人には「鑑賞(干渉)席」で身を削る損な役回りを充てられた。

### コマンド
探索パート
気になる部分をクリック/タッチして調べたり、アイテムを使用したりする。アイテム同士を組み合わせることも可能。
幻影濃度
第二章・前編にのみ発生。サラの精神状態を表す数値。ストーリー中の選択肢でジョーを思い出すものを選ぶと増える。増えすぎるとゲームオーバー。中盤あたりで医務室にあるジョーの人形を調べると、ハンナキーに数値をリセットしてもらえるようになる。
交渉
第二章・前編にのみ発生。デス・アトラクション挑戦後に、特定のキャラクターとメダルを交換したり話し込んだりすることが出来る。場合により、特定のキャラクターの過去を知ることも、キャラクターの結末に影響することもある。必ずしも誰かと交渉しなければいけないわけではない。
相棒能力
第二章・後編にのみ発生。特定のキャラクターと行動を共にする際に右下にアイコンが表示され、通常では調べられないことを、アイコンをタッチして調べることで調べられるようになったり、他のキャラクターとの会話が変わったりする。
議論パート
他のキャラクターと仕掛けを解いたり、メインゲームで怪しい者をあぶり出す際に話し合う。
引き出す
特定の発言を詳しく聞き出す。引き出した先に重要なものがあれば発言に加えてもらうことができる。
討論
対立した発言同士をぶつけて戦わせる。うまく対立しているものであれば対話の発展を狙える。
アイテム
特定の発言や物に対してアイテムを使用する。成功すれば「これだ！」というカットインが表示される。
刑事の目
第二章・後編から使用。特定の発言を聞いたときに表情が変わった者をクリック/タッチする。
舌戦
特定のキャラクターとの1対1の口論。これまでの推理や話し合いの内容と食い違っているものを指摘し相手にダメージを与える。時間制限あり。
均衡舌戦
対立する2人のキャラクターの議論が平行線を辿っている際に発生。2人の発言の正しいものを肯定するか、間違ったものを否定して均衡を破る。選択回数に制限あり。
発言力/精神
メインゲーム時にのみ存在する数値。討論やアイテム使用を誤ると減少し、0になるとゲームオーバー。
なお、第一章・後編の最後の一手を誤ると残りの数値に関わらず、即ゲームオーバーとなる。

## 番外編

### 生存島
多数決デスゲームに巻き込まれ、最初の試練で生存した12人が無人島でサバイバルを行うゲーム。最終的には12人すべてのキャラクターを主人公として選択できることになるが、現在実装されているのは以下の通りである。

2020年12月20日 三島和己(ミシマ)編実装
2022年03月03日 佐藤戒(カイ)編実装

## コミカライズ
原作・構成：ナンキダイ、漫画：池上竜矢により『月刊少年エース』（KADOKAWA）にて、2019年5月号より2023年10月号まで連載。
2021年2月26日、作者のナンキダイがTwitterで発表した4コマ漫画が書籍化され、『きみよん〜誰も死なないキミガシネ〜』というタイトルで刊行された。
2022年5月14日より、YouTube・エースこみっくチャンネルにてボイスコミック化された。

### 書誌情報
- 原作・構成：ナンキダイ、漫画：池上竜矢『キミガシネ-多数決デスゲーム-』KADOKAWA〈角川コミックス・エース〉、全5巻
  1. 2020年2月26日発売[5][6]、ISBN 978-4-04-108851-7
  2. 2021年2月26日発売[7]、ISBN 978-4-04-110829-1
  3. 2022年2月25日発売[8]、ISBN 978-4-04-112286-0
  4. 2023年1月26日発売[9]、ISBN 978-4-04-113367-5
  5. 2023年10月26日発売[10]、ISBN 978-4-04-114250-9

- ナンキダイ（原作・作画）鬚鬼ゆうすけ（作画）『きみよん〜誰も死なないキミガシネ〜』KADOKAWA〈角川コミックス・エース〉、2021年2月26日発売[11]、ISBN 978-4-04-111099-7

## ノベライズ
原作・監修・イラスト：ナンキダイ　著者：勅使河原あねもによる小説が、ファミ通文庫（KADOKAWA）より2021年2月27日に発売された。